# 曼绒南华独立中学
曼绒南华独立中学（英語：Nan Hwa High School）是位于马来西亚霹雳州曼绒县的一所华文独立中学，该校创办于1936年。

## 校史[2]
南华中学成立于1936年1月12日，起初是将甘文阁国民、育智、十字路中正和爱大华民德等四所中学合并而成的。当时的校舍是租用甘文阁李可祯牧师的洋楼，但教室不够使用。因此，在校董的努力下，购得甘文阁的土地，开始进行筹募活动。在经过四年的努力后，教室和胡文虎、文豹昆兄弟捐建的大礼堂相继建成。
南华中学在成立后经历了多位董事长和校长的更替。在1941年爆发的第二次世界大战期间，学校遭受洗劫，师生被害，不得不停办。然而，1946年1月3日，南华中学由王叔金先生和社会热心人士决定复办，并聘请暨南大学学士金能襄先生担任首任复校校长。复课后，学校的发展逐渐壮大，并于1954年增设高中部。
在学校的发展过程中，董事长和校长也有所变动。1955年，林守駓先生成为董事长，随后王钊化先生担任董事长。校长方面，1949年由周祖胜担任校长，1957年由沈志中先生接任第三任校长。1958年，杨武明先生担任董事长，陈一征先生成为第四任校长。由于学生人数的增加，学校决定开辟新的运动场，并在1959年9月举行第一届天定华联联合运动会中的越野赛跑。此外，学校还筹建了大礼堂和科学馆。随着时间的推移，南华中学经历了多位校长的交替。1961年，金能襄先生再次担任校长，继续推动大礼堂和科学馆的建设。1962年，大礼堂和科学馆落成，并举行了盛大的开幕典礼。
1962年，国家教育政策发生了变化，逐分为南华华中和南华独中两个部分。前者由金能襄先生担任校长，后者由南大学士江禄先生负责校务。江禄先生辞职后，由台湾师范大学张奕东接任校长。然而，独中学生的数量急剧减少。1964年，陈扬炎先生接任校长。1969年，陈际强先生代理校长直到四月，五月由林秀文先生担任校长。1971年，学校陷入经济困境，濒临倒闭。4月4日，校方发函召开特别会议，包括董事、教职员和校友在内，坚决决定继续办下去，并立即展开救校运动。颜董事长和南大理学士许瑞成先生成为复兴后的首任校长。
1972年，学生人数增加到20人。开始兴建独中第一期教室四间。1973年，兴建第二期校舍八间。1974年，兴建第三期校舍，设有打字机、贩卖部、摄影室和冷气图书馆。学生人数增至300多人。1976年，政府实施贷书和免费制度，独中受到打击，学生人数急剧下降。1977年，许瑞成校长辞职。1978年，台湾师范大学理学士蔡传出先生担任第二任校长，学生人数为132人。年底，蔡先生辞职，由台大硕士林亚泰先生担任第三任校长，全校学生人数只有125人。董事展开招生运动和召开座谈会，得到各界热烈支持。1980年，学生人数增至225人，宿舍生人数为68人。
1981年，董事部和赞助人大会决定迁校，寻求新的发展机会，并希望开设各种专修班以适应当地华社的需求。董事长颜清文律师捐出了双溪万宜七英亩的土地用于新校舍的建设，引起了各界的积极响应和捐助。1982年，南华独中聘请南大文学士陈启衍先生担任校长，学生人数为290人。1983年，学生人数增至320人，并于4月27日举行新校舍动土典礼。学校发动全体师生筹募建校基金，并得到社会各界的支持。同年8月6日正式动工，开办大学先修班和中级商科专修班。1984年，学生人数增至440人，并于8月31日新校舍落成，并举行了落成典礼。1985年，学校成立了电脑俱乐部，并建成了苏清楚局绅学生楼，可以容纳150名寄宿生。全校学生人数达到837人。
1986年4月5日，学校举行了四层学生楼奠基典礼暨第二届常年运动会，副教育部长黄俊杰主持奠基典礼，副新闻部长黄秋贵主持运动会开幕典礼。同年9月，委任张文良训导主任为代校长。11月建达学生楼落成，可容纳250名寄宿生。11月29日，南华独中举行了新校舍落成开幕暨创校五十周年金禧纪念庆典，副首相嘉化峇峇主持了新校舍开幕仪式。1987年，南华独中邀请了新西兰威灵顿维多利亚大学教育硕士黄和平先生担任校长。学生人数大幅增长，达到1100多人。1988年，学校设立了电脑中心，并成立了军铜乐队。
1990年7月，新的五层楼宿舍和游泳池的建设完成并举行了庆祝活动。在接下来的几年里，学校进行了一系列的扩建工程，包括综合大楼、女生宿舍和艺术馆的建设。1993年，女生宿舍以郭元福伉俪的名字命名，并举行了一系列的义演活动，筹集了大量的善款。同年，中国河南嵩山少林寺的武术高僧在学校举行了表演，筹款创下了纪录。1994年，颜清文律师为综合大楼主持开幕，并举行了盛大的宴会庆祝。随着时间的推移，学校持续发展，并举办了各种活动，如南华独中行、艺术比赛和义演。1999年，学校开始接收外国学生，学校逐渐朝国际化发展。2000年，叶绍宏副校长代理校长职务，学生人数达到六百七十八人。2001年和2002年，马胜发先生和叶乃进先生分别担任校长，学校继续吸引来自中国、印尼和台湾的学生。2003年，林传顺先生成为校长，学生人数为四百三十八人。学校还举办了独中复校运三十周年纪念活动和十大歌星义演，为学校筹集了资金。
2004年，林传顺先生退休，郭花妹老师被任命为校长。学校持续发展，举办了各种比赛和活动，如论坛比赛和华语文艺歌曲比赛。为了确保学校的稳定发展，董事部进行了校园的维修和翻新，并聘请了英文顾问推行双语教学。2006年，尤青山校长接任校长职务，学校庆祝创办七十周年纪念，并举办了一系列活动。2007年，南华独立中学开始采用专业英文课程中心MQL的课程，并将原本在下午上课的英文课纳入正式时间表。副教务主任叶春梅因患病而辞职，她在该校服务了22年。随后，董事部聘请了曾在爱大华华中退休的吴兰芳副校长担任副校长。
2008年，南华独立中学迎来了107名初一新生，其中大多数来自本县，还有两名外国生，分别来自中国和印尼。全校学生总数达到280人。从四月开始，校长尤青山请假，由副校长吴兰芳代理校长职务，同时林祥烟担任教务主任。此外，南华独立中学协办了由云南省海外交流协会和昆明五杰学校联合主办的第一届马来西亚华文独立中学寻根之旅云南行冬令营。48位来自该州八所独立中学的团员参加了此活动，其中包括南华独立中学的五位资深教师和九位对学校有贡献的学生。2009年，初一新生共有89名，其中两名来自中国。全校学生总数增至300人。南华独立中学从今年开始让初一新生上游泳课。为了解决常年经费不足的问题，学校董事部决定设立南华独中永久教育基金，并于3月28日在爱大华古田会馆举行筹募永久教育基金宴会，共筹得350万令吉。

## 历任校长
- 1936-1938年：林居仁校长
- 1938-1940年：黄则吾校长
- 1941年：郑春荣校长
- 1942-1945年：（停办）
- 1946-1948年：金能襄校长
- 1949-1956年：周祖胜校长
- 1957年：沈志中校长
- 1958-1960年：陈一征校长
- 1961年：金能襄校长
- 1962年：江禄森校长
- 1963年（至五月）：雷贤秀校长
- 1963年（六月）：陈奕东校长
- 1964-1968年：陈杨炎校长
- 1969年（至四月）：陈际强（代）校长
- 1969年（五月）-1970年：林秀文校长
- 1971-1977年：许瑞成校长
- 1978年：蔡传山校长
- 1979-1981年：林亚泰校长
- 1982-1986年：陈启衍校长
- 1986年（八月至十二月）：张文良（代）校长
- 1987-2000年：黄和平校长
- 2000年（六月开始）：叶绍宏（代）校长
- 2001年：马胜发校长
- 2002年：叶乃进校长
- 2003-2004年（至四月）：林传顺校长
- 2004年（五月）：符传昌校长
- 2004年（六月）-2005年：郭花妹校长
- 2006-2008年（四月开始请假）：尤青山AMN校长
- 2008年（四月）-2009年（十一月）：吴兰芳（代）校长
- 2009年（十二月）-2010年（四月）：张贞明校长
- 2010年（七月）-2011年（五月）：郭花妹校长
- 2011年（六月）-迄今：陈丽冰博士研究生校长